# Rue des Changes
La rue des Changes (en occitan : carrièra dels Cambis) est une voie de Toulouse, chef-lieu de la région Occitanie, dans le Midi de la France.
Cette rue relativement rectiligne, mais étroite, correspond à l'ancien cardo maximus de la cité romaine de Toulouse. Elle est, au Moyen Âge, une partie de la Grand-rue, l'axe structurant de la ville médiévale : à proximité immédiate du marché de la Pierre, les artisans, comme les bonnetiers, mais aussi les marchands et les changeurs y ont leur boutique. À partir du XVIe siècle, les membres de l'élite toulousaine, comme les capitouls, y font construire leurs demeures : l'hôtel de Brucelles et l'hôtel d'Astorg et de Saint-Germain témoignent de la richesse de la ville au XVIe siècle. Rendue piétonne dans les années 1980, bordée de nombreux magasins, elle reste une des principales artères commerçantes de la ville et un de ses lieux les plus animés. Elle appartient, depuis 1986, au site patrimonial remarquable de Toulouse.

## Situation et accès

### Description
La rue des Changes est une voie publique. Elle relie le quartier des Carmes, au sud, et le quartier du Capitole, au nord.
Elle naît au nord de la place de la Trinité, au carrefour de la rue des Marchands (no 39) et de la rue de la Trinité (no 1), et se termine au croisement des rues Peyras (no 2) et Temponières (no 16). Elle est prolongée au nord par la rue Saint-Rome, qui mène à la place du Capitole.
La chaussée compte une seule voie de circulation automobile en sens unique, de la place de la Trinité vers la rue Saint-Rome. Elle appartient à un aire piétonne, où la circulation est limitée et réglementée, et la vitesse limitée à 6 km/h. Il n'existe pas d'aménagement cyclable.
Elle est très animée du fait des nombreuses boutiques, notamment de mode, que l'on peut y trouver.

### Voies rencontrées
La rue des Changes rencontre les voies suivantes, dans l'ordre des numéros croissants (« g » indique que la rue se situe à gauche, « d » à droite) :
1. Rue des Marchands (g)
2. Place de la Trinité (d)
3. Place Étienne-Esquirol (d)
4. Rue de Metz (g)
5. Rue Malcousinat (g)
6. Rue Temponières (g)
7. Rue Peyras (d)

### Transports
La rue des Changes est traversée par la place Étienne-Esquirol, où se trouvent la station de métro Esquirol, sur la ligne de métro , ainsi que les arrêts de la ligne de bus 44.
Il existe plusieurs stations de vélos en libre-service VélôToulouse à proximité immédiate de la rue des Changes : les stations no 4 (15 rue Sainte-Ursule), no 10 (15 place Étienne-Esquirol) et no 288 (28 rue des Marchands).

## Odonymie

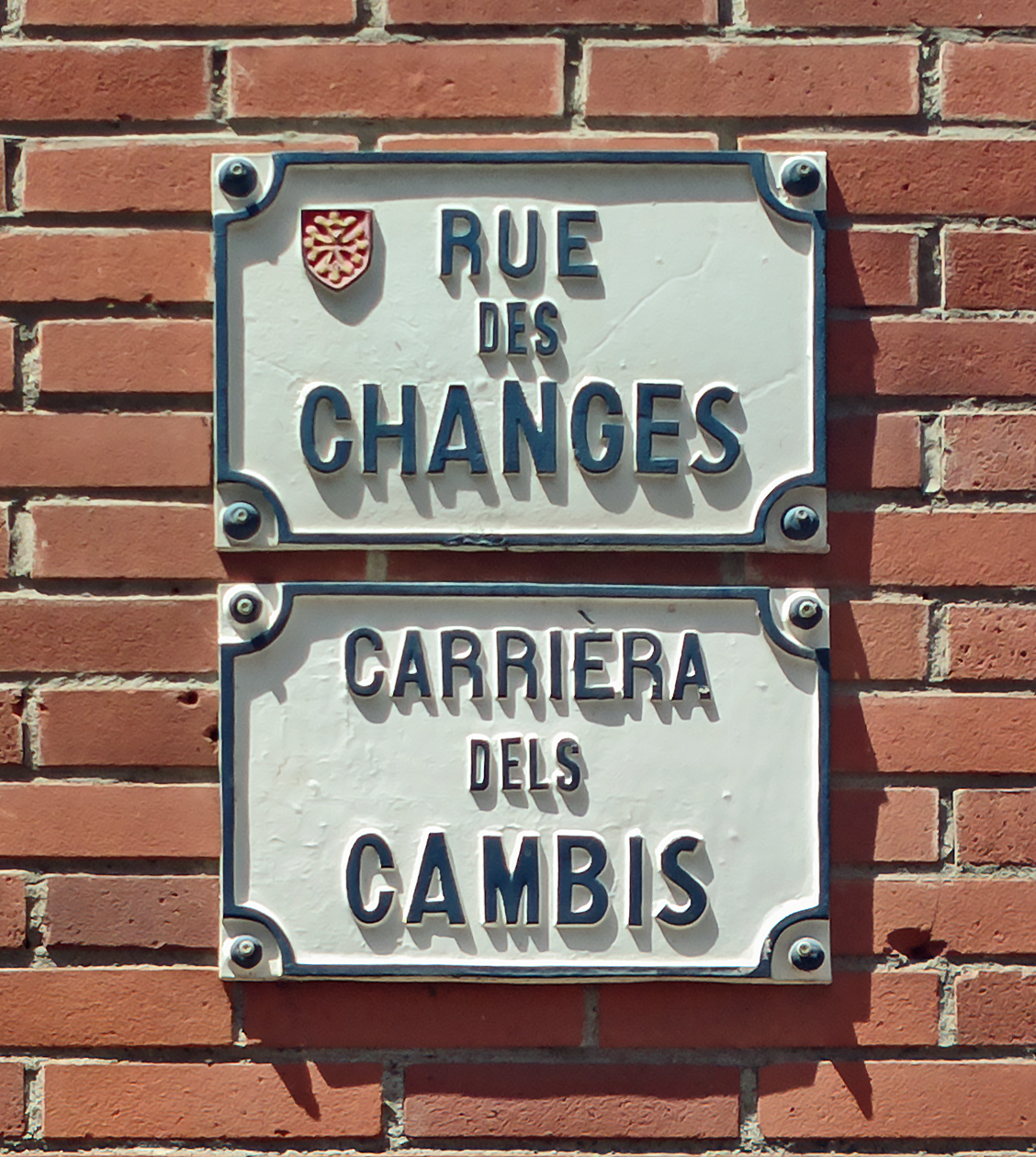
Plaques de rue en français et en occitan.

La rue tire son nom des changeurs, qui étaient au Moyen Âge les commerçants spécialisés dans les opérations de change de monnaie, dont le métier consistait en un échange de pièces de monnaie d'un pays ou d'une région contre ceux d'un autre. Ce commerce est généralement considéré comme l'origine de la banque moderne en Europe. Cette activité signale le rôle commercial de la place toulousaine dans les échanges du Midi de la France,.
Au Moyen Âge, seule la partie comprise entre la rue Malcousinat et le carrefour des rues Temponières et Peyras portait le nom de rue des Changes. Le carrefour de ces deux rues avec la rue des Changes et la rue Saint-Rome était d'ailleurs désigné comme les « Quatre coins des Changes ». La partie entre les rues Malcousinat et des Marchands était déjà appelée, à la fin du XIVe siècle, rue de la Pierre, puis Grand-rue de la Pierre. Le nom de rue des Bonnetiers apparut au milieu du XVIe siècle à cause de l'activité de bonneterie.
En 1794, pendant la Révolution française, toutes les rues entre la place du Salin et la place du Capitole, dont la rue des Changes, furent débaptisées et appelées rue de la Liberté. La rue des Changes reprit cependant rapidement son nom d'origine, tandis que la rue de la Pierre était plutôt désignée comme la rue de la Halle-au-Blé. En 1830, les deux rues furent finalement réunies sous le même nom.

## Histoire

### Antiquité
La rue des Changes correspond au cardo maximus de la ville romaine de Tolosa, et donc à l'axe principal nord-sud.

### Moyen Âge
Au Moyen Âge, la rue des Changes est une partie de la Grand-rue, principale artère commerçante de la ville qui relie la Porte du Château (emplacement de l'actuelle place du Parlement), au sud de la ville, à la Porterie (emplacement de l'actuelle place du Capitole), au nord, et au-delà, au bourg qui se constitue autour de l'abbaye Saint-Sernin. Elle est donc désignée, au XIIe siècle, comme la Grand-rue, quoique des appellations plus particulières existent pour chacune de ses parties. La partie entre la rue Secourieux (actuelle rue des Marchands) et la rue Malcousinat, dépend, du côté est, du capitoulat de la Pierre et, du côté ouest, du capitoulat du Pont Vieux. Elle est désignée au XIVe siècle comme rue de la Pierre, en référence à la pierre qui servait à mesurer le grain dans la halle construite en 1204 (emplacement de l'actuelle place Étienne-Esquirol). Au XVIe siècle, la rue prend le nom Grand-rue de la Pierre ou Grand-rue droite, mais aussi de rue des Bonnetiers, en référence à l'activité de bonneterie qui se pratique aussi dans cette rue. La partie entre la rue Malcousinat et le carrefour des rues Temponières et Peyras dépend, du côté est, du capitoulat de la Pierre, et, du côté ouest, de celui de la Daurade. C'est cette partie qui est proprement appelée, dès le XIVe siècle, rue des Changes. Comme son nom l'indique, c'est le quartier des changeurs et des banquiers, qui étaient en même temps des marchands, et dont bon nombre furent capitouls. En 1332, si on en compte 74 changeurs dans la ville, il semble qu'une trentaine est établie dans la rue. Cette activité signale le rôle commercial et financier que joue la ville dans l'économie du Midi au milieu du Moyen Âge. 

### Période moderne
Après les incendies de février 1408, du 7 mai 1463 et du 20 mars 1523, extrêmement destructeurs dans le quartier de la rue des Changes,, les maisons à pans de bois cèdent progressivement la place aux bâtiments en brique. La tradition commerçante se poursuit le long de l'axe nord-sud de la ville, entre la basilique Saint-Sernin et la place du Salin. La halle, en particulier sa façade sur la rue des Changes, est plusieurs fois agrandie, au XVIIe siècle et au XVIIIe siècle.
Surtout, l'ampleur des destructions, à la suite des incendies, permet aux élites locales de réunir de vastes emprises foncières pour faire bâtir leurs hôtels particuliers. Plusieurs capitouls se font construire des hôtels, tels Simon de Lancefoc (hôtel et tour des Delcros-Lancefoc, no 25), capitoul en 1519-1520, Arnaud de Brucelles (hôtel de Brucelles, no 23), capitoul en 1534-1535, ou Jean de Boysson (hôtel de Boysson, no 21), capitoul en 1550.

### Époque contemporaine
En 1794, toutes les rues entre la place du Capitole et la place du Salin reçoivent le nom de rue de la Liberté. Après la Révolution et jusqu'en 1830, l'ancienne rue de la Pierre est renommée rue de la Halle au blé, à cause de la proximité d'une halle dévolue au commerce des grains, à l'emplacement de l'actuelle place Étienne-Esquirol. Elle prend en 1830 le nom de la rue des Changes.
Mais les véritables changements pour la rue interviennent plus tard. En 1820, l'architecte Auguste Virebent obtient de la municipalité que soit rasé le moulon où se trouvait jusqu'à la Révolution la maison des religieux de la Trinité, installés au sud de la rue depuis le XIVe siècle), dans le but est de créer une nouvelle place avec fontaine afin d'élargir un carrefour très encombré entre la place du Pont-Neuf et la porte Saint-Étienne d'un côté, la place du Capitole et celle du Salin de l'autre. Les travaux sont lancés l'année suivante et ouvrent une place triangulaire, baptisée place de la Trinité.
Dans les années qui suivent, la municipalité toulousaine engage également le réaménagement de la halle aux grains et de la place qui l'entoure : la nouvelle place Étienne-Esquirol. En 1860, le déménagement du marché vers une nouvelle halle, place Dominique-Martin-Dupuy, ouvre complètement la rue des Changes sur la place Étienne-Esquirol. Le percement de la rue de Metz, en 1869, sous la direction de l'architecte Jacques-Jean Esquié, provoque également la destruction de trois maisons du côté ouest de la rue des Changes. De nouveaux immeubles, dans le style haussmannien, sont élevés à leur emplacement (actuel no 7 et 9).
Dans la première moitié du XXe siècle, la rue des Changes connaît une grande activité et un trafic croissant d'automobiles, au point qu'en 1926, la municipalité décide d'y établir un des premiers sens uniques de la ville. Les commerces y sont nombreux et variés, puisqu'on y trouve des commerces de bouche – la grande boulangerie du Progrès (actuel no 28), la pâtisserie Péchégut (actuel no 12), la boucherie Universelle (actuel no 15), l'Alimentation Monge, à laquelle succède la Maison du Rhum (actuel no 35) –, des boutiques de vêtement – Au Petit Saint-Thomas (actuel no 10), Au Miroir des Modes (actuel no 22), le Petit Poucet (actuel no 28), À la Vieille Maison (actuel no 33), le Stand des Tissus (actuel no 19) – ou de chaussures – Regum (actuel no 19) et Idéal-Chaussures (actuel no 14), mais aussi la parfumerie Mon Parfum (actuel no 13) et le photographe Photo Hall (actuel no 30).
Au début des années 1970, de nombreux commerces de prêt-à-porter, de friperie et de vente de tissu, souvent tenus par la communauté juive, transforment le visage de la rue. Du 22 au 24 juin 1972, une « braderie géante », vente au déballage sur la voie publique, est organisée dans les rues des Changes et Saint-Rome. Son succès encourage les autorités municipales à réduire la circulation dans ces deux rues. C'est d'ailleurs en 1974 la rue des Changes et la rue Saint-Rome sont rendues piétonnes. À partir des années 1990, le nombre des commerces textiles se renforce considérablement, faisant disparaître les autres commerces. L'arrivée de nouveaux propriétaires asiatiques, principalement d'origine chinoise, s'accompagne de l'augmentation du nombre d'enseignes populaires à bas coûts. Le développement de la téléphonie mobile au tournant des années 2000 attire de nouvelles enseignes de ce secteur. Depuis 2010, la hausse des loyers et des baux a progressivement poussé les boutiques à se transformer et à attirer une clientèle plus aisée.

## Patrimoine et lieux d'intérêt

### Hôtels particuliers
- no  16 : hôtel d'Astorg et de Saint-Germain.  Inscrit MH (1925, hôtel)[29]. 
La construction de l'hôtel revient à Jean d'Astorg, capitoul en 1566-1567, qui en prend possession entre 1550 et 1570. Il est ensuite agrandi et remanié par Guillaume de Saint-Germain, marchand et capitoul en 1589-1590 et 1598-1599, qui en est propriétaire en 1602 à la suite de son mariage avec Françoise d'Astorg, fille et héritière de Jean d'Astorg.
L'élévation sur la rue se développe sur deux étages et un niveau de comble. Le rez-de-chaussée est ouvert par deux grandes arcades de boutiques et une porte latérale, en pierre et en plein cintre. Les étages sont éclairés par de larges fenêtres, typiques du milieu du XVIe siècle, ornées de pilastres doriques. Le dernier niveau, ouvert par des mirandes, est ajouté au XVIIe siècle. Dans la première cour, le corps de bâtiment sur rue est relié à celui en fond de cour par des galeries en bois adossées au mur de l'immeuble au sud. La distribution se fait par deux escaliers tournants en bois, placés aux angles et construits au XVIIe siècle. L'élévation en fond de cour, sur le côté est, datée du dernier tiers du XVIe siècle, présente des fenêtres à meneaux au large chambranle à crossettes. Sur la façade du côté sud, on retrouve des fenêtres à meneaux, mais avec un décor différent. Au rez-de-chaussée, deux portes sont ornées d'un cabochon en marbre avec blason et cuirs retournés. Elles permettent d’accéder à la seconde cour, dont les élévations sont très remaniées, mais où subsistent du XVIe siècle des fenêtres à meneaux et un oculus. La distribution se fait également par un escalier en bois. La tour crénelée a été transformée en 2001 par la création d'une terrasse surmontée d'une verrière métallique[30].

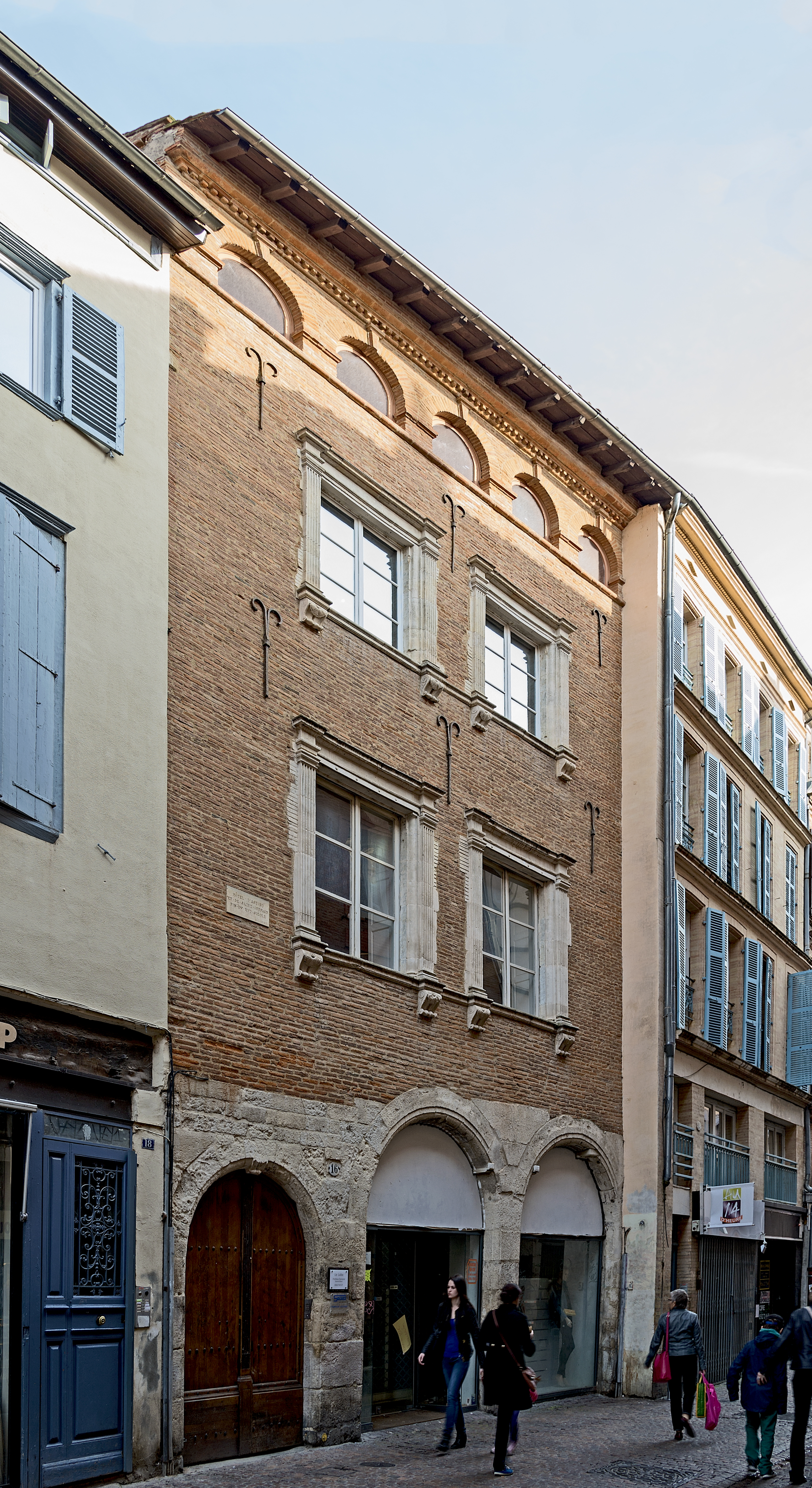
no 16 : façade sur rue.
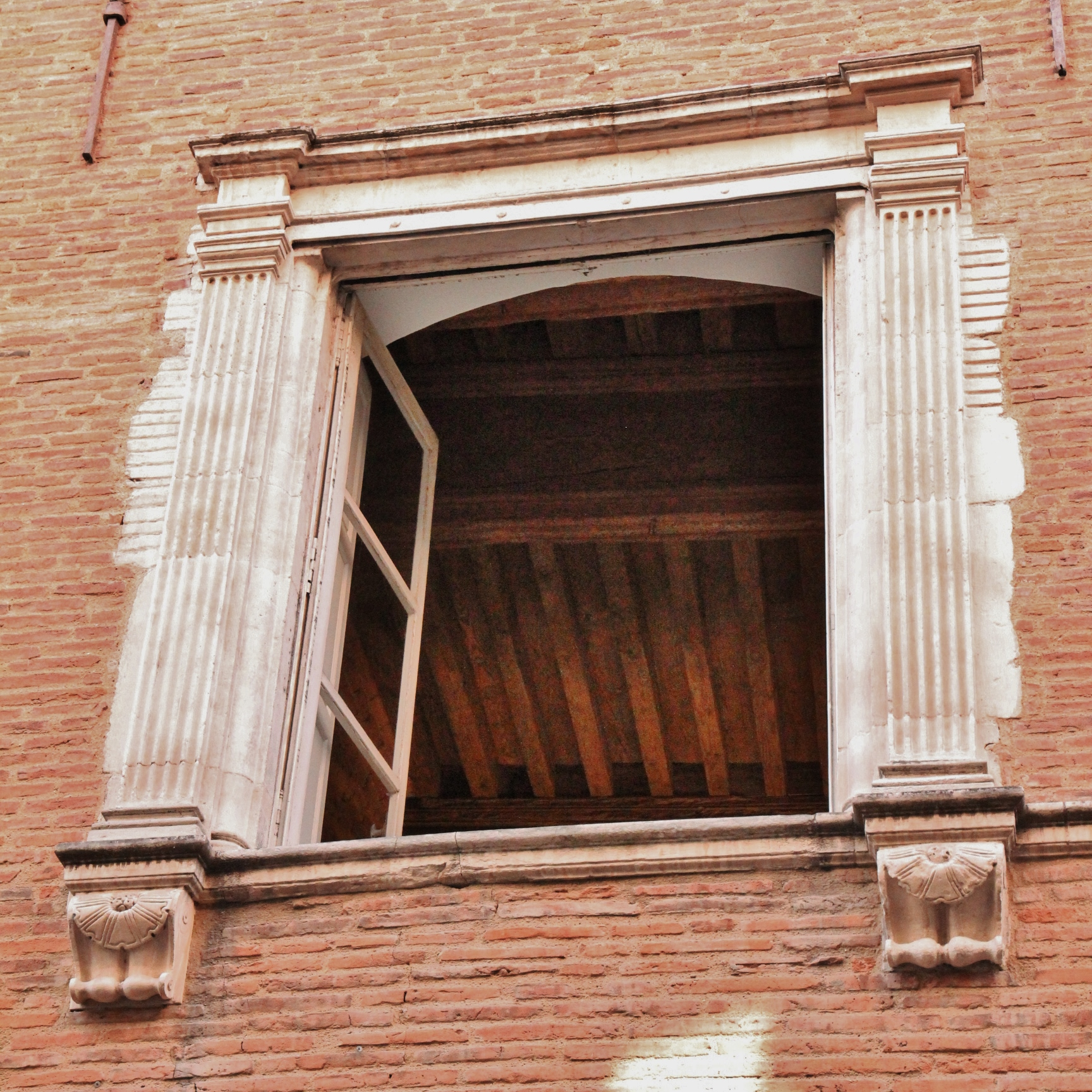
no 16 : Fenêtre Renaissance sur rue.
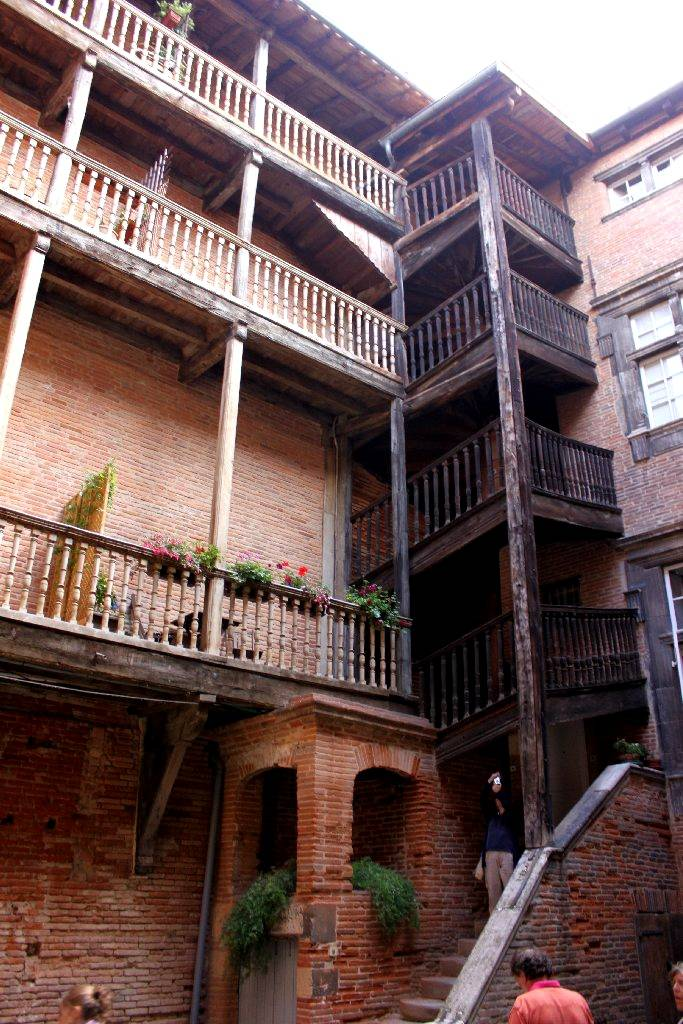
no 16 : Galeries en bois dans la cour.
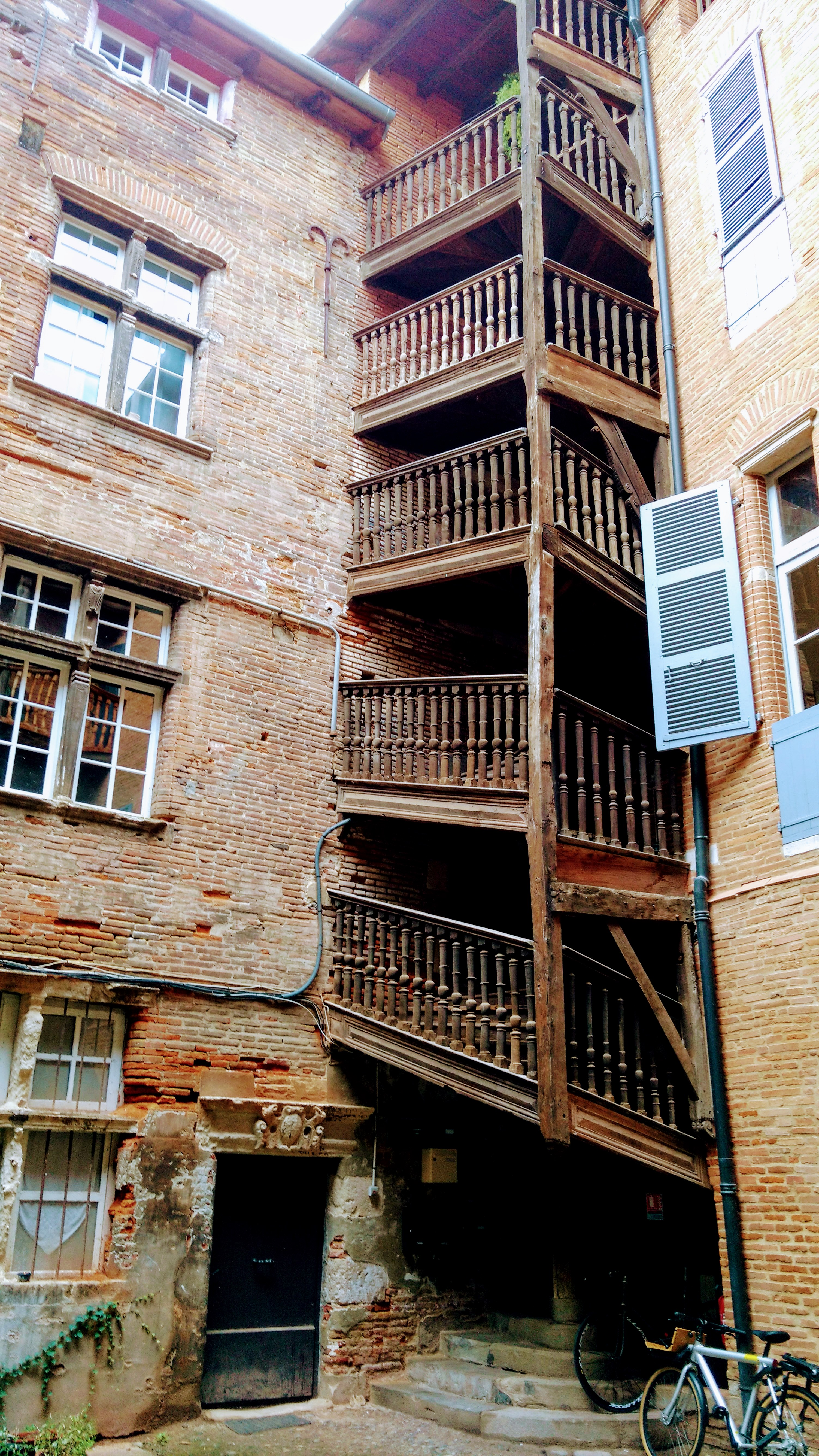
no 16 : Escalier suspendu dans la cour.
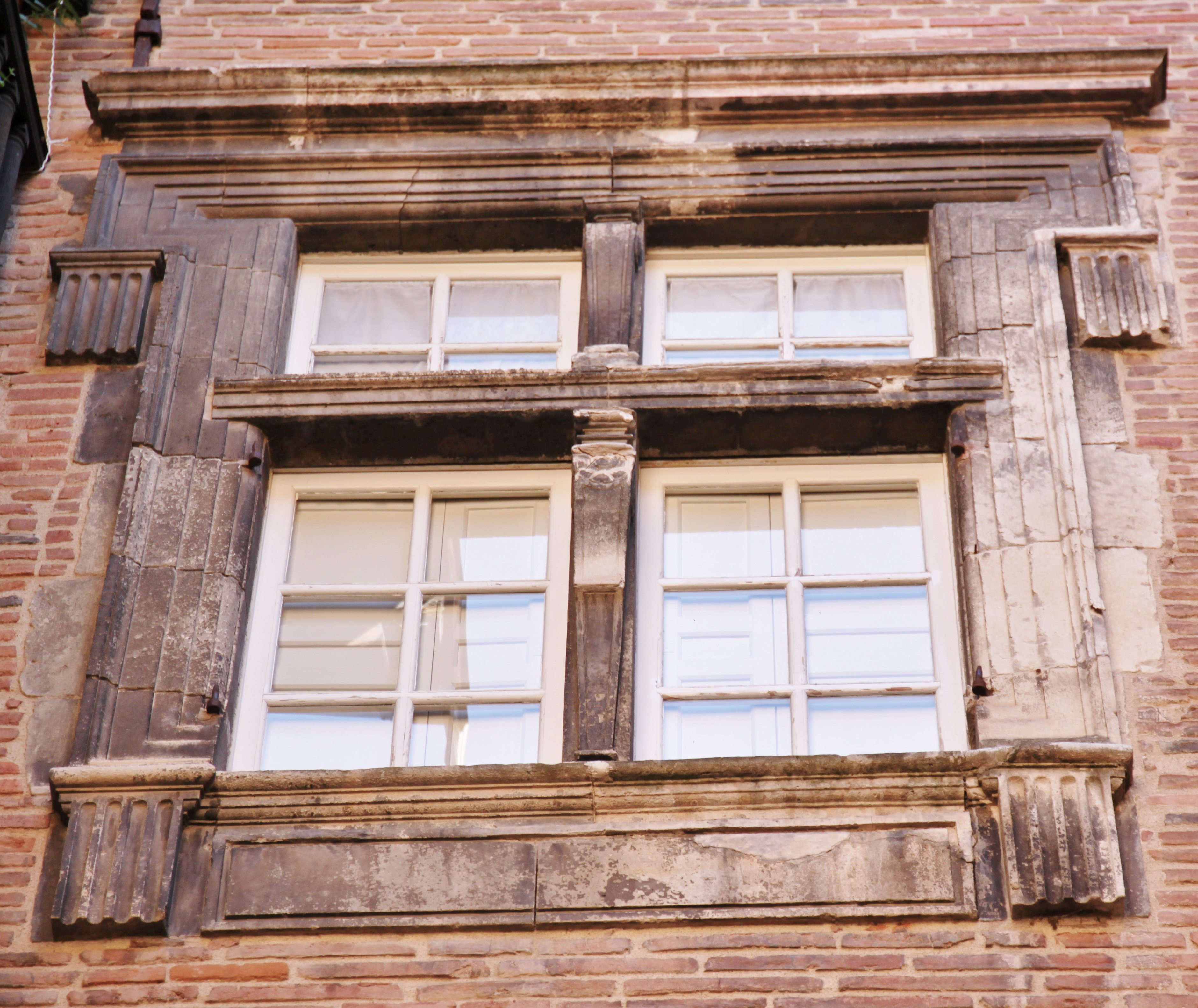
no 16 : Fenêtre Renaissance dans la cour.

- no  17 : hôtel Boscredon. 
Une première maison appartenant au capitoul Jean Boscredon est construite probablement en 1419 en façade sur la rue Malcousinat au début du XVe siècle. Au début du siècle suivant, une nouvelle construction est élevée sur la rue des Changes pour Antoine Boscredon, capitoul en 1504-1505. La construction est surélevée d'un étage vers 1539, sans doute pour un autre Antoine Boscredon, marchand, seigneur de Roquetaillade et capitoul en 1543-1544 et en 1551-1552.
Le pilier d'angle, avec son poitrail et ses corbeaux, supporte la structure en bois de la maison. Datant des premières années du XVIe siècle, la haute façade en corondage présente une charpente et des montants dont les moulures et les personnages sculptés sont caractéristiques du style gothique. Le dernier étage possède une fenêtre à meneau de style Renaissance[31],[32].

- no  19 : hôtel d'Arnaud de Brucelles (1527-1535).  Inscrit MH (1925, hôtel)[33],[34].

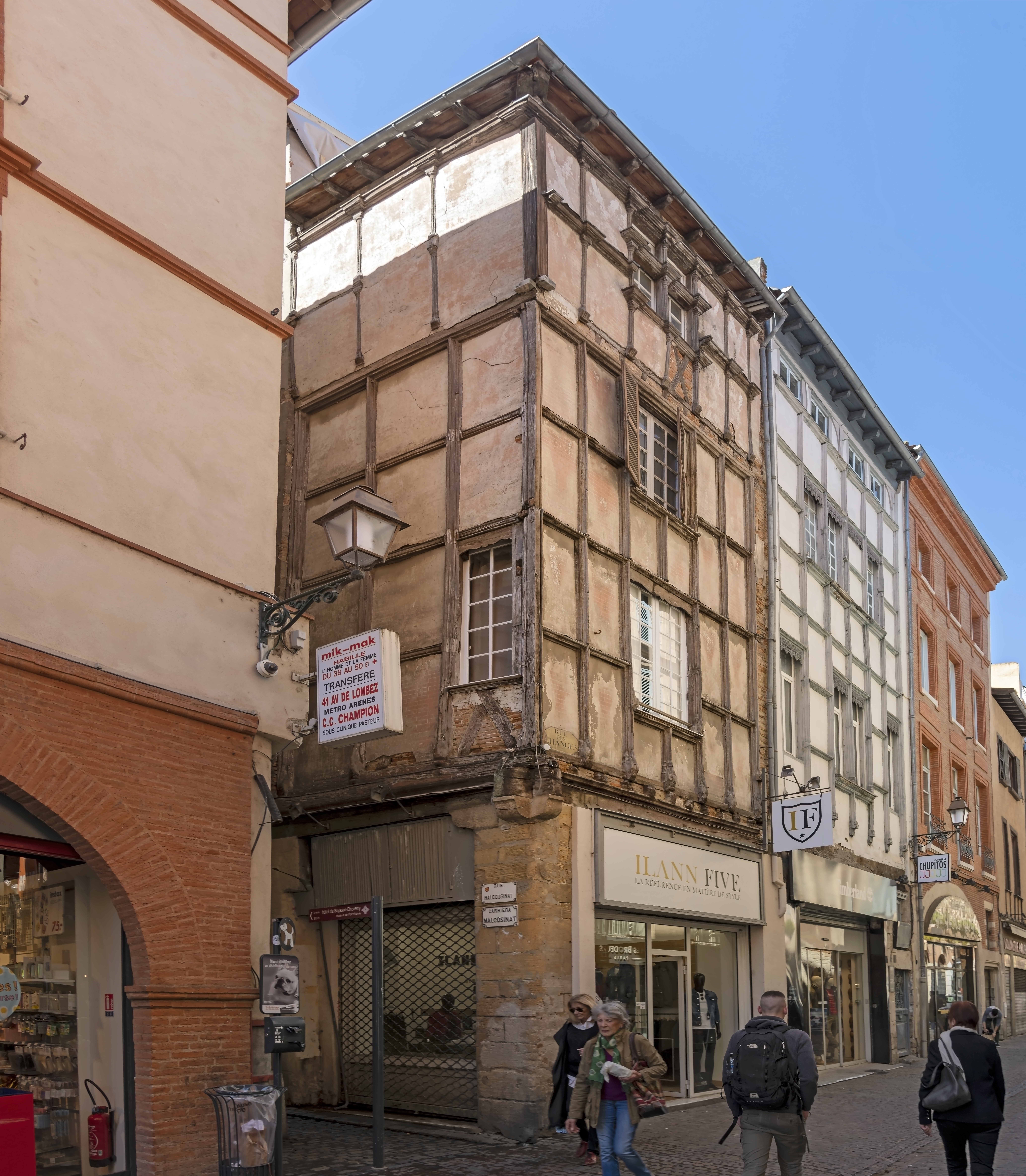
no 17 : façades sur rue de la maison des Boscredon et de l'hôtel de Brucelles.
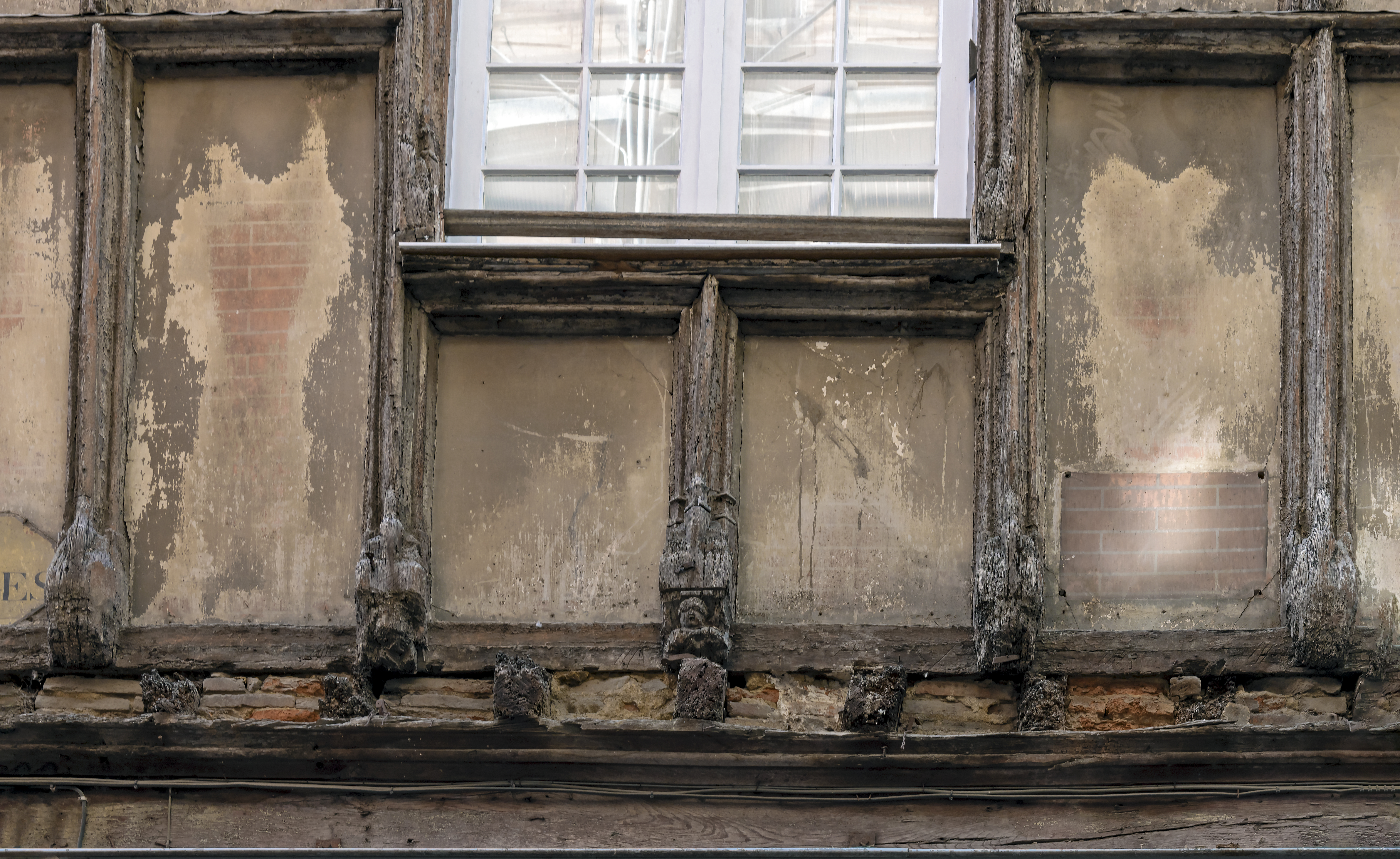
no 17 : détail des fenêtres du 1er étage.
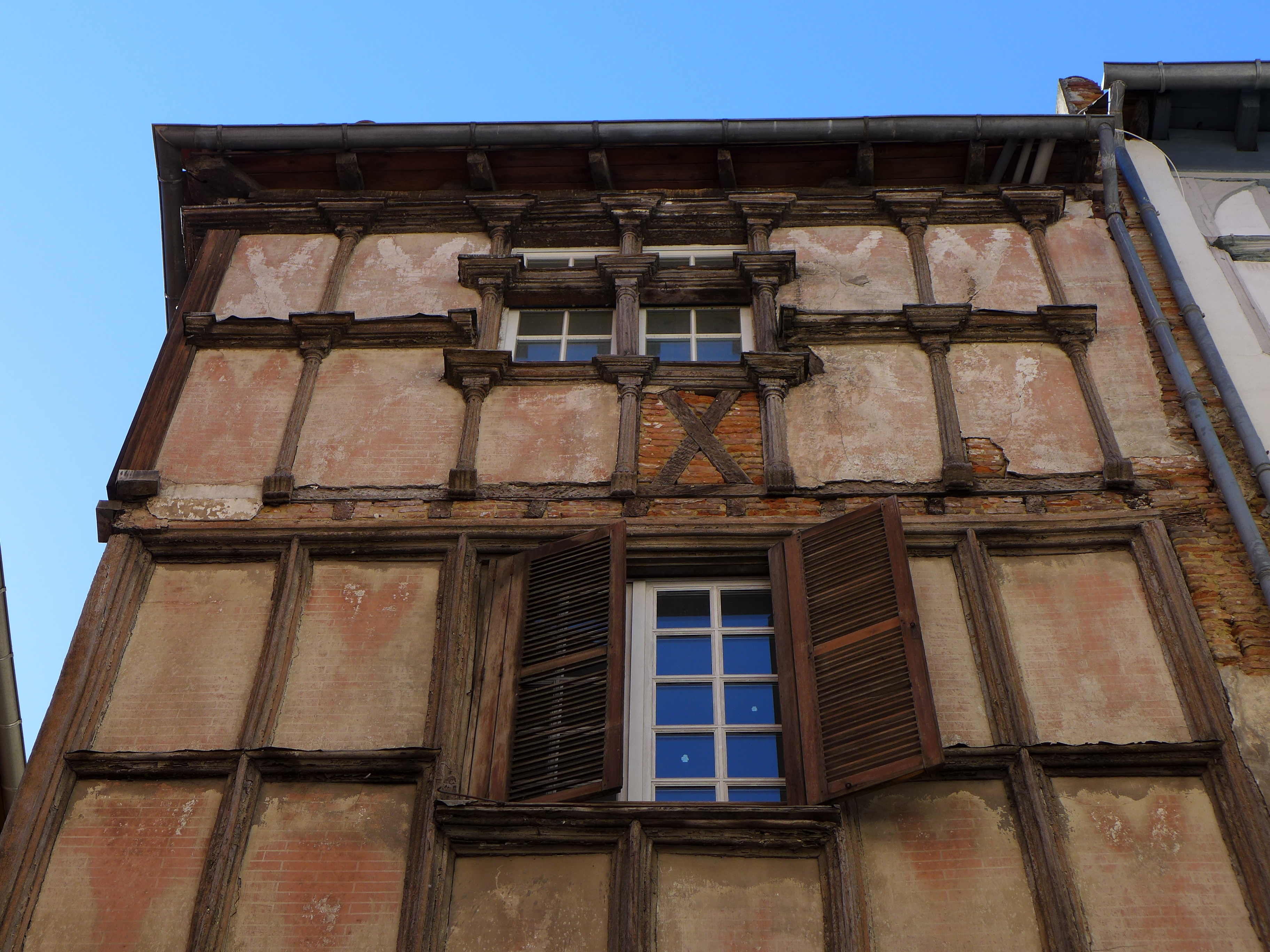
no 17 : détail des fenêtres des 2e et 3e étages.
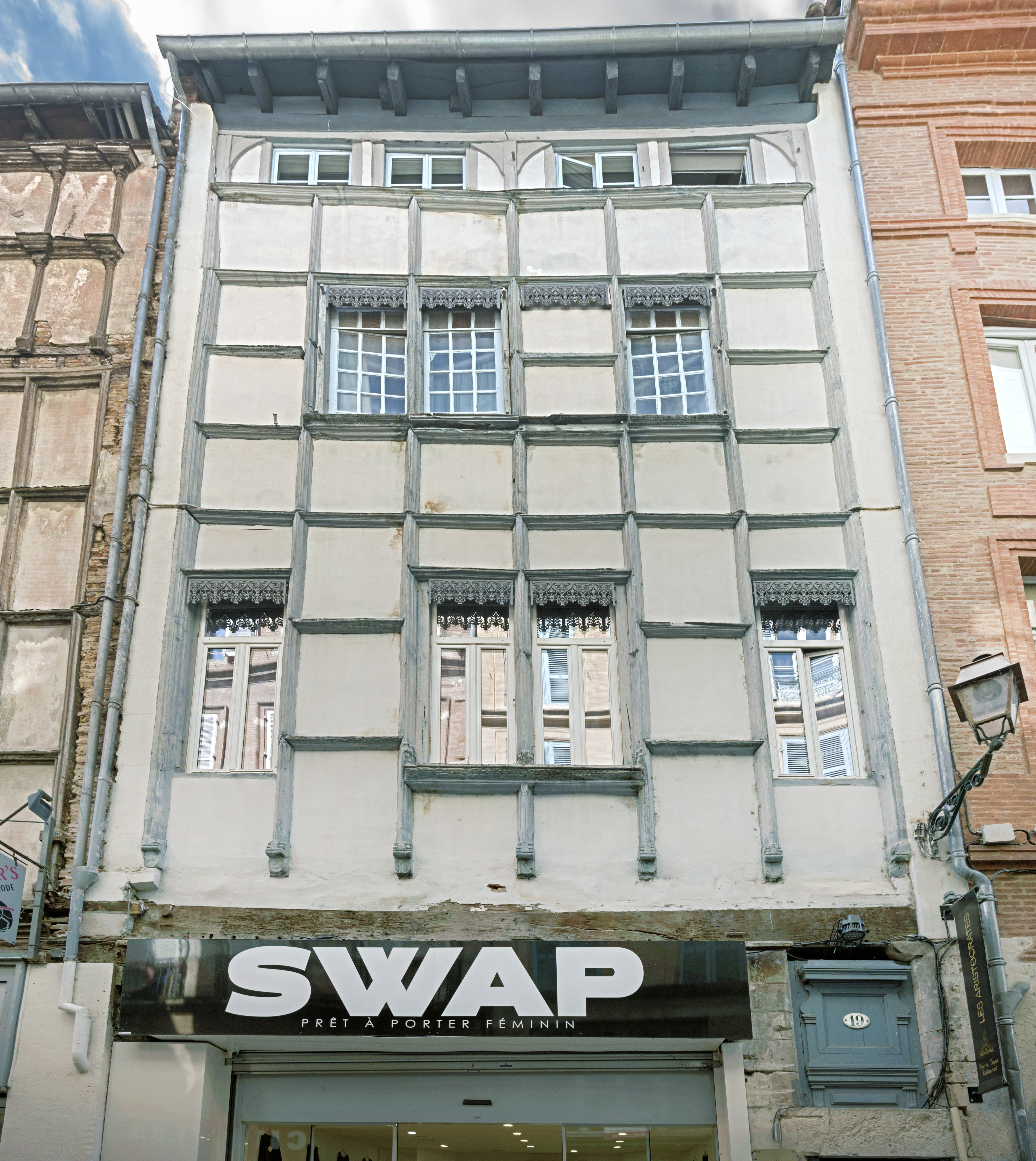
no 19 : façade de l'hôtel de Brucelles.
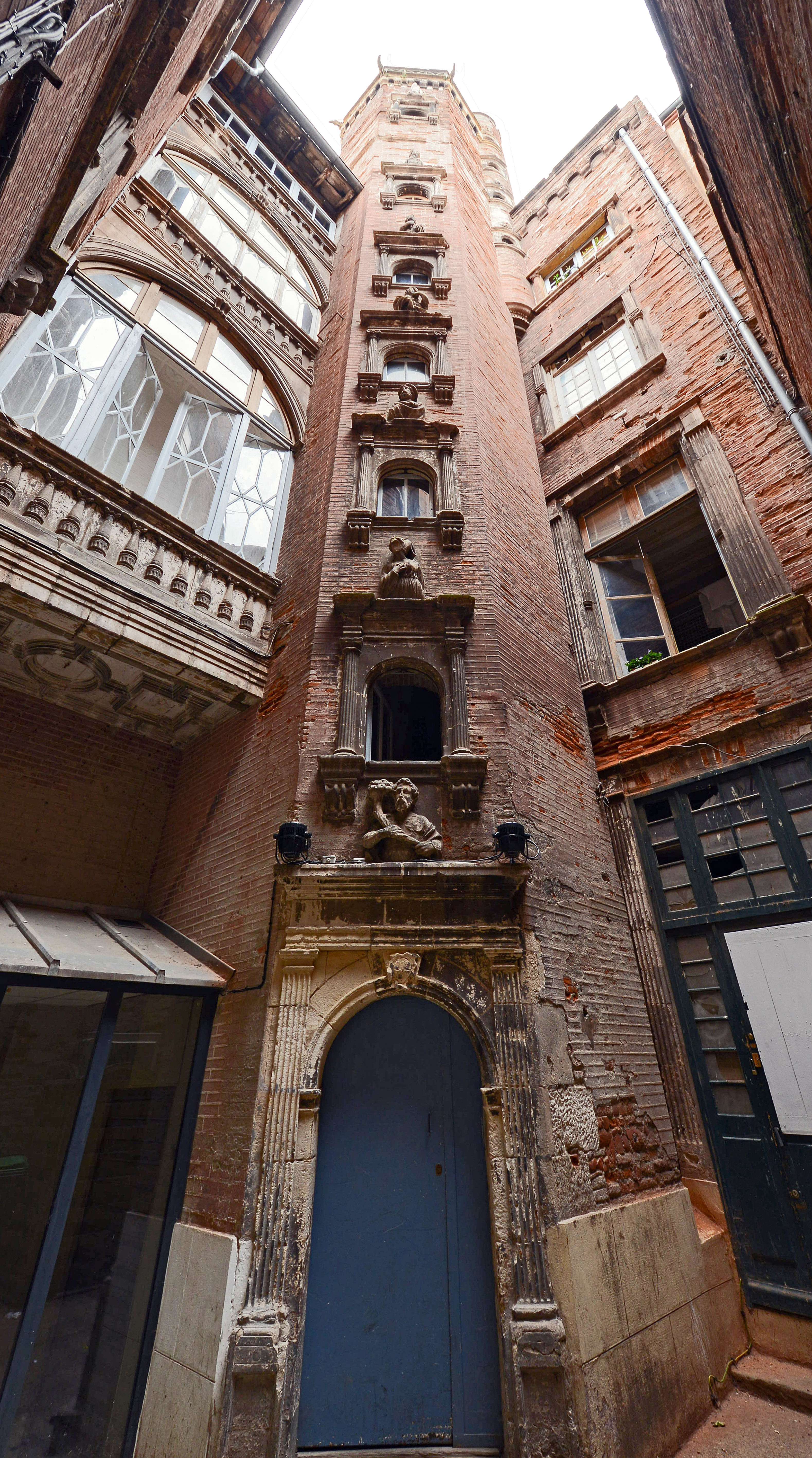
no 19 : tour capitulaire de l'hôtel de Brucelles.

- no  20 : hôtel Delpech. 
Une maison est construite à la fin du XVe siècle, probablement pour Pierre Valette, marchand, capitoul en 1465 et 1475. Mais l'hôtel est complètement remodelé entre 1513 et 1535 pour Pierre Delpech, capitoul en 1534-1535, qui acquiert l'immeuble du capitoul Jean Valette (actuels no 20 et 22), capitoul en 1531, et l'agrandit par l'achat de plusieurs terrains jusqu'à la rue Peyras (actuel no 14) et l'église Saint-Géraud (emplacement de l'actuel no 10 place Étienne-Esquirol). L'hôtel est d'un style de transition entre le gothique et la Renaissance, que l'on retrouve dans la tour et dans la deuxième cour. En 1540, l'hôtel passe à ses héritiers, puis en 1548 à un autre Pierre Delpech, qui le fait réaménager entre 1554 et 1560, comme en témoignent la porte de la tour et les façades de la première cour, dans un style Renaissance plus affirmé mais parfois maladroit. Riche marchand, seigneur de Maurisses, capitoul en 1554-1556 et 1562-1563, ligueur, Pierre Delpech prit une part active aux guerres de Religion et aux événements de 1562. L'hôtel est vendu vers 1630 et passe entre plusieurs mains. Au milieu du XVIIIe siècle, le banquier Jean-Gabriel Bertrand de Saint-Léonard, comte de Brassac et seigneur d'Auzeville, modifie l'élévation sur rue.
L'hôtel présente sur la rue une façade néo-classique construite dans la deuxième moitié du XVIIIe siècle. Dans l'angle sud-est de la cour s'élève la tour octogonale, couronnée de mâchicoulis aveugles, qui mesure 18 mètres et 23,5 mètres jusqu'au sommet du pignon de la tourelle. Elle est percée de quatre fenêtres aux filetages gothiques, dont les culots sont ornés de personnages. La porte d'entrée de la tour a été refaite dans la deuxième moitié du XVIe siècle, dans le goût de la Renaissance italienne. Elle est surmontée d'un fronton triangulaire chargé d'une plaque de marbre noir marquée des monogrammes IHS et MA. La vis d'escalier de la tour est terminée par une voûte à 8 nervures, dont la clef a été modifiée au XVIe siècle. La vis d'escalier de la tourelle s'ouvre sur le côté et donne accès à la terrasse qui couvre la tour. Sur le côté sud de la cour, la vis d'escalier est reliée au corps de bâtiment principal par deux étages de galeries reposant sur deux arcades en anse de panier appuyées sur deux colonnes rondes. Les galeries supérieures sont fermées et seulement éclairées de fenêtres à meneaux verticaux. Dans la seconde cour, les deux fenêtres gothiques sont reliées par un cul-de-lampe de la première Renaissance, sur lequel un amour et un hercule soutiennent le blason des Delpech. Aux étages supérieurs, les hautes baies gothiques sont sans meneaux[35],[36].

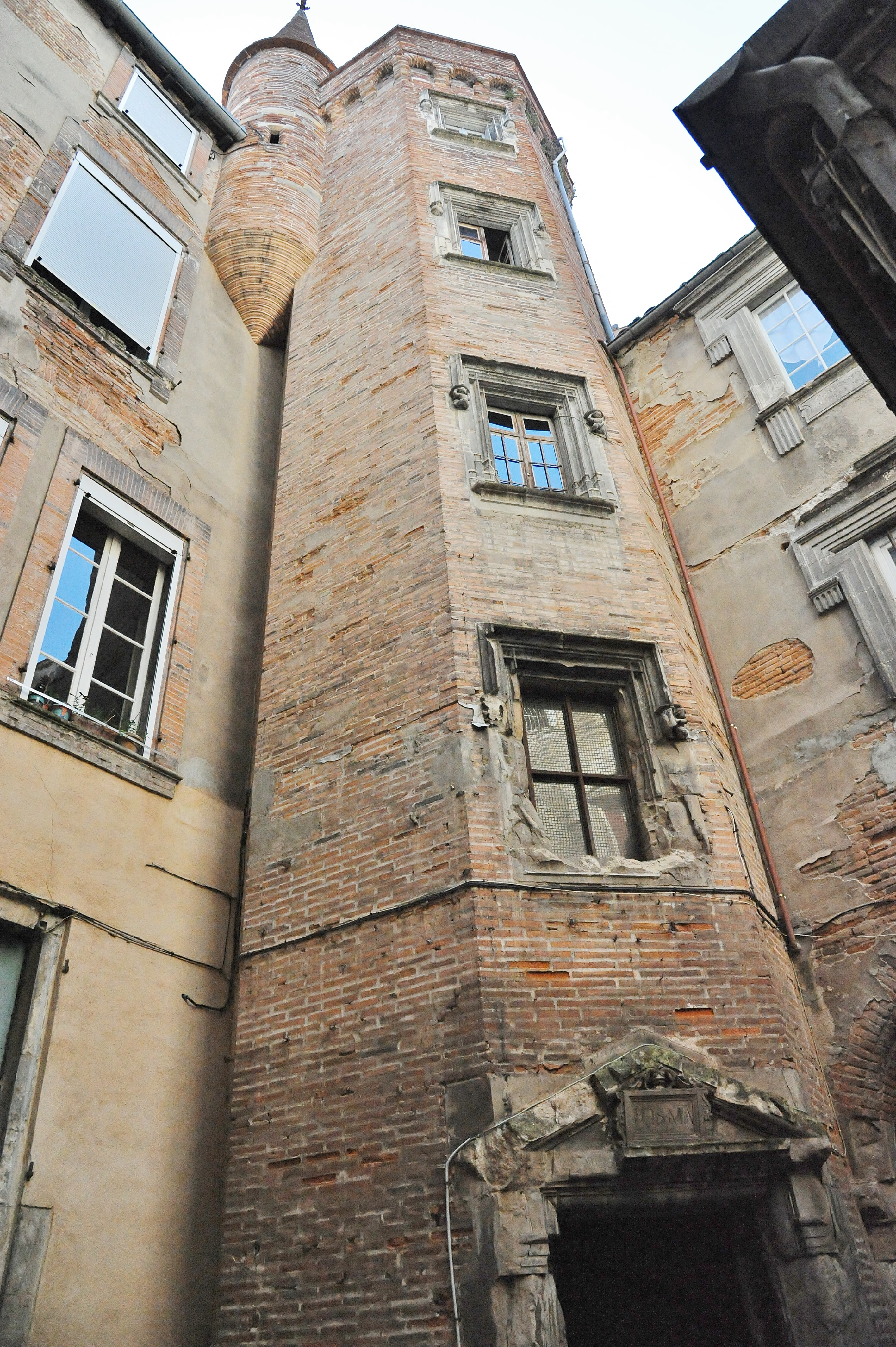
no 20 : Tour d'escalier gothique dans la cour.
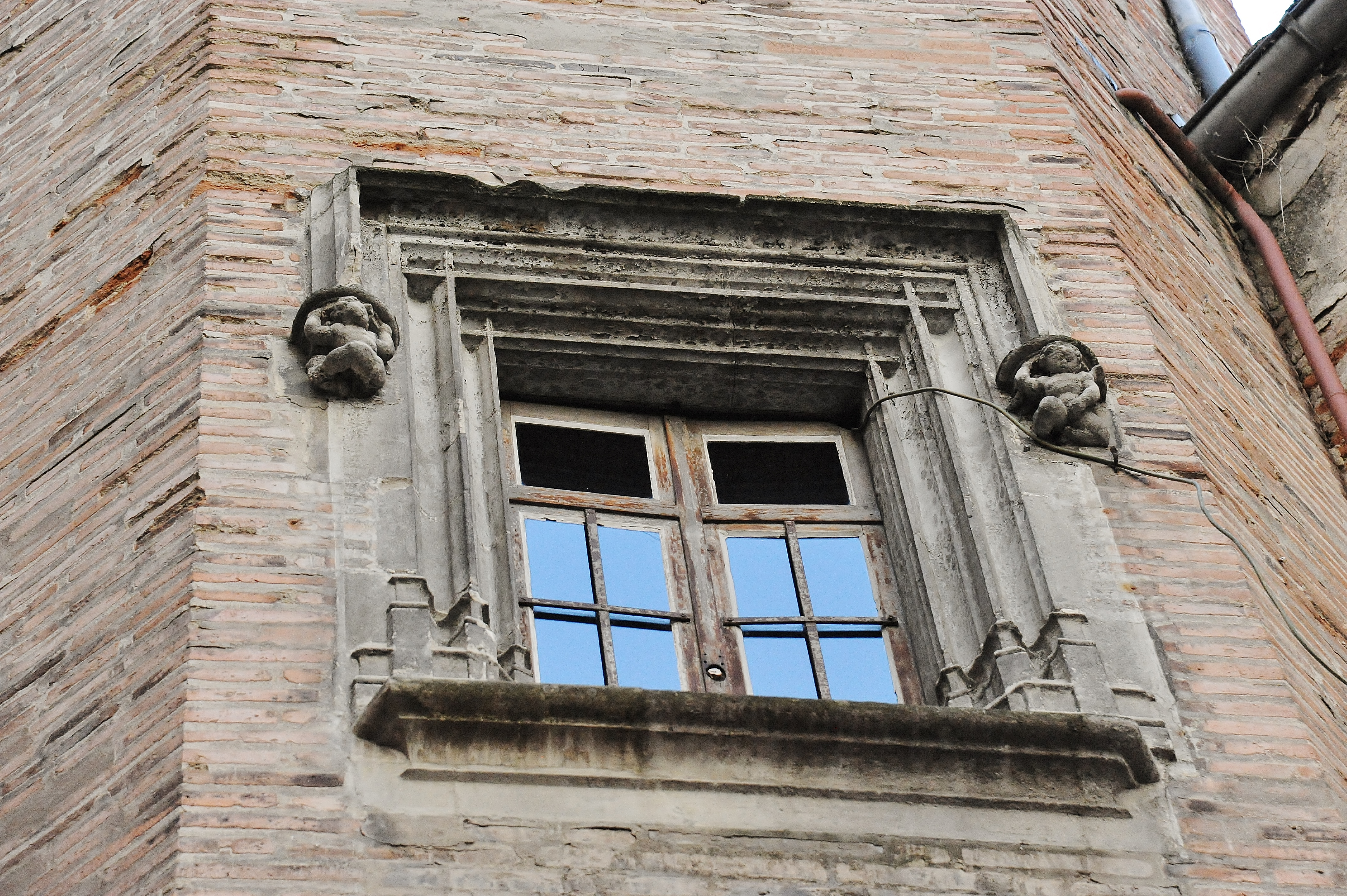
no 20 : Fenêtre gothique de la tour.
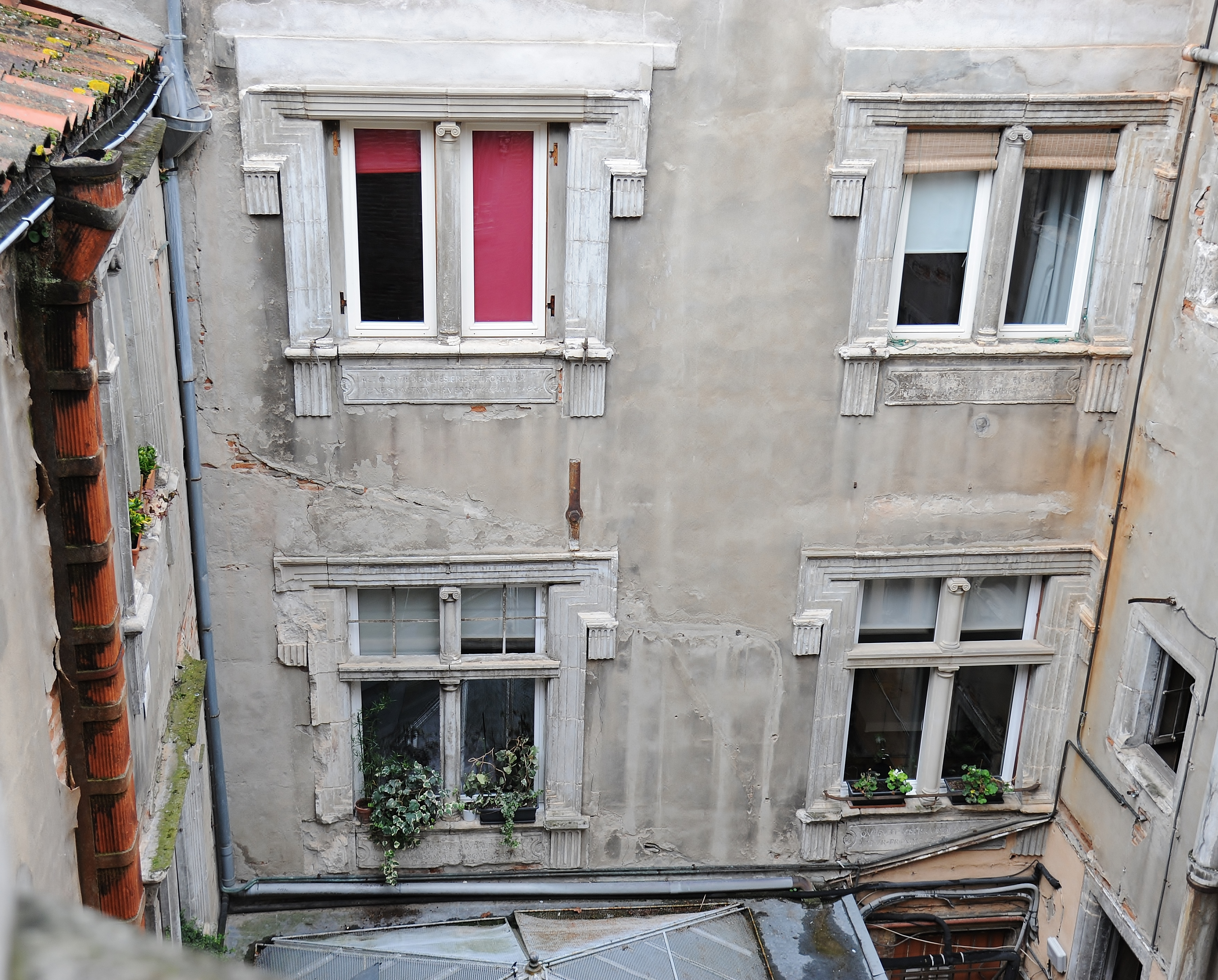
no 20 : Façade Renaissance dans la cour.
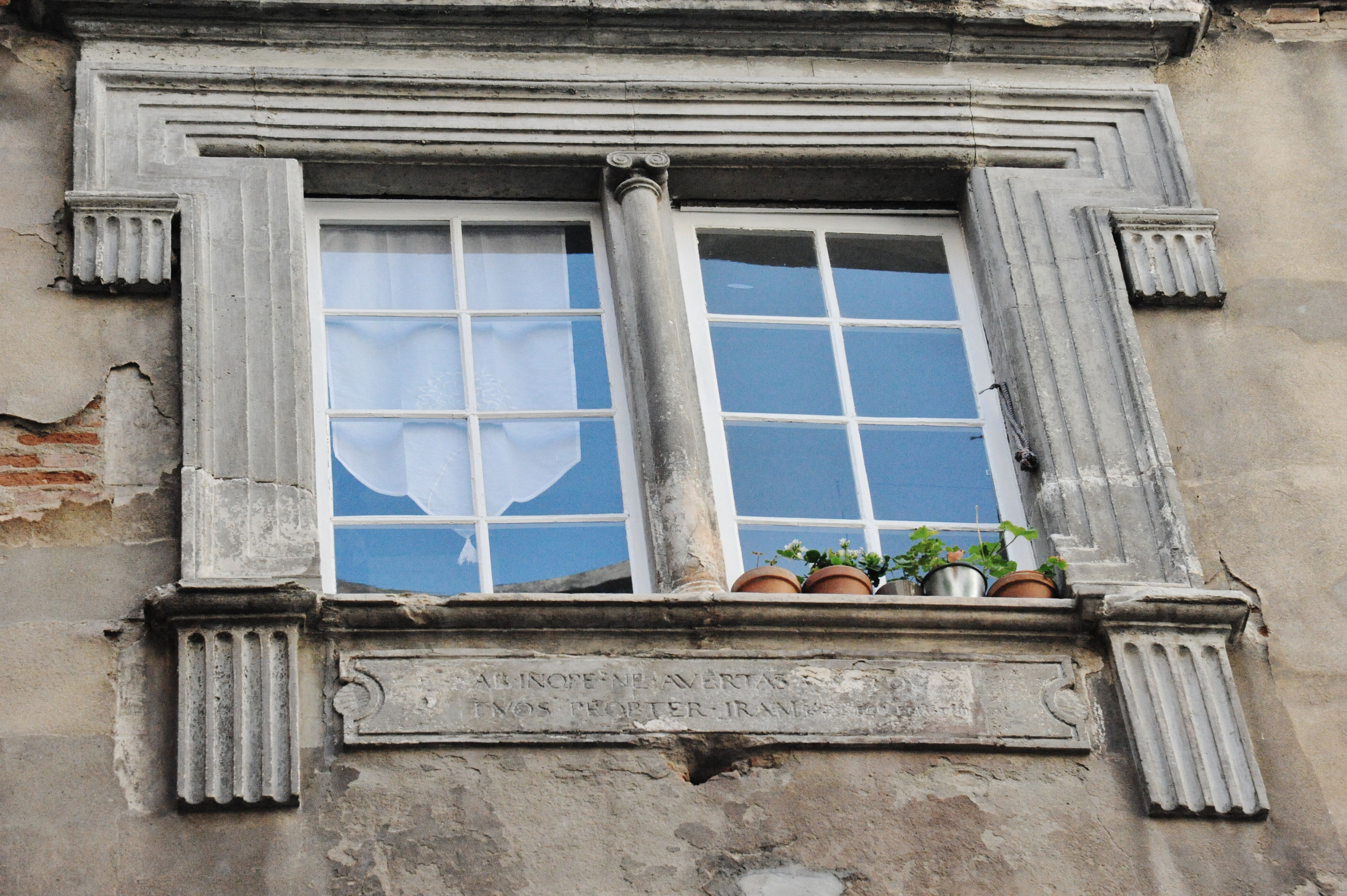
no 20 : Fenêtre Renaissance avec citation en latin de la Bible.

- no  22 : hôtel Labonne. 
La maison d'origine est probablement construite vers 1488 pour le marchand Pierre Valette, capitoul en 1465 et 1475. En 1505, les trois maisons (dont deux couvrent actuellement le 20 et une le 22) sont transmises à Jacmes Valette, marchand, capitoul en 1490, puis à Jean Valette, capitoul en 1531[37], la maison (qui couvre donc actuellement les 20 et 22) est rachetée par la puissante famille Delpech, en 1535. Elle est en particulier remaniée par Pierre Delpech, riche marchand, seigneur de Maurisses, capitoul en 1554, 1555 et 1562. La maison qui s'élevait à cet emplacement appartient ainsi jusqu'en 1577 à l'hôtel des Delpech. Elle est vendue au marchand Antoine Serre.
En 1627, elle est achetée par le marchand Pierre de Labonne, capitoul en 1634-1635 et 1649-1650[38], qui avait épousé Marie Duborn, fille de Jacques Duborn, docteur et avocat, capitoul en 1605[39]. Pierre de Labonne fait profondément remanier et aménager la maison pour en faire un véritable hôtel particulier. Il construit un second corps de logis en fond de cour et il installe, dans la cour intérieure, un escalier à rampes droites, avec ses balustres en bois, qui dessert trois étages de galeries qui courent entre les deux corps de logis, et qui s'arrondissent en saillie au devant des portes des appartements, à chaque étage. L'escalier, de style caractéristique de l'époque de Louis XIII, date de la première partie du XVIIe siècle. L'hôtel passe vers 1660, par héritage, à son fils Jacques de Labonne, avocat, capitoul en 1696[40], chef du Consistoire en 1717. Elle est achetée en 1753 par Jacques Desparvés, négociant, co-seigneur de Colomiers et capitoul en 1771. C'est peut-être lui qui fait élever une nouvelle façade de style néo-classique sur rue, dont les fenêtres ont perdu les pilastres doriques qui les encadraient. Le rez-de-chaussée est ouvert par une arcade de boutiques et une porte bâtarde latérale, en pierre et en plein cintre, probablement de la fin du XVe siècle. La cour dispose encore aujourd’hui d'une ancienne pompe à eau manuelle à roue à quatre branches, datant probablement de la fin du XIXe siècle, et qui permettait d’alimenter en eau le bâtiment[41].

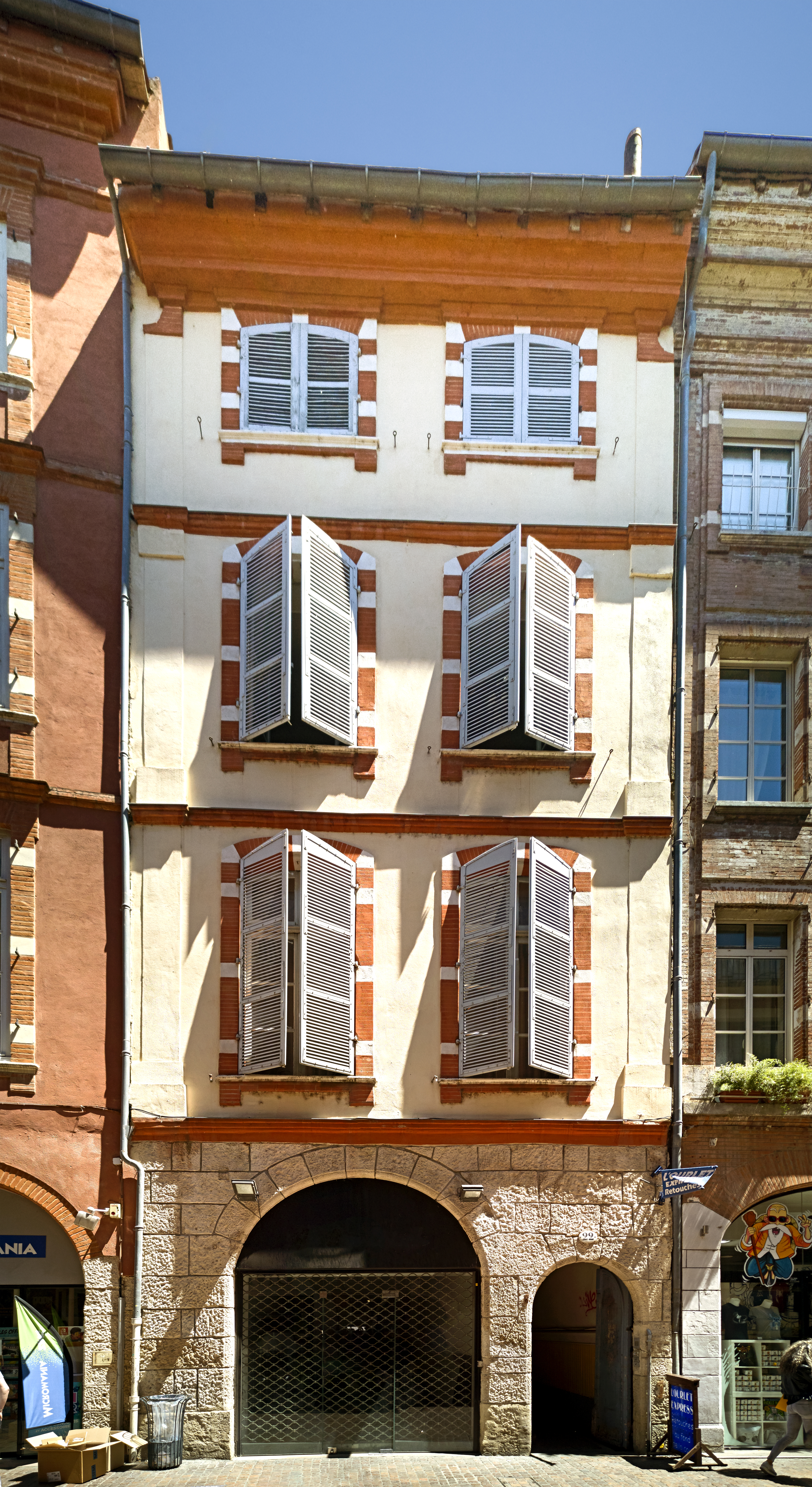
no 22 : façade sur rue de l'hôtel de Labonne.
no 22 : escalier de la cour intérieure.
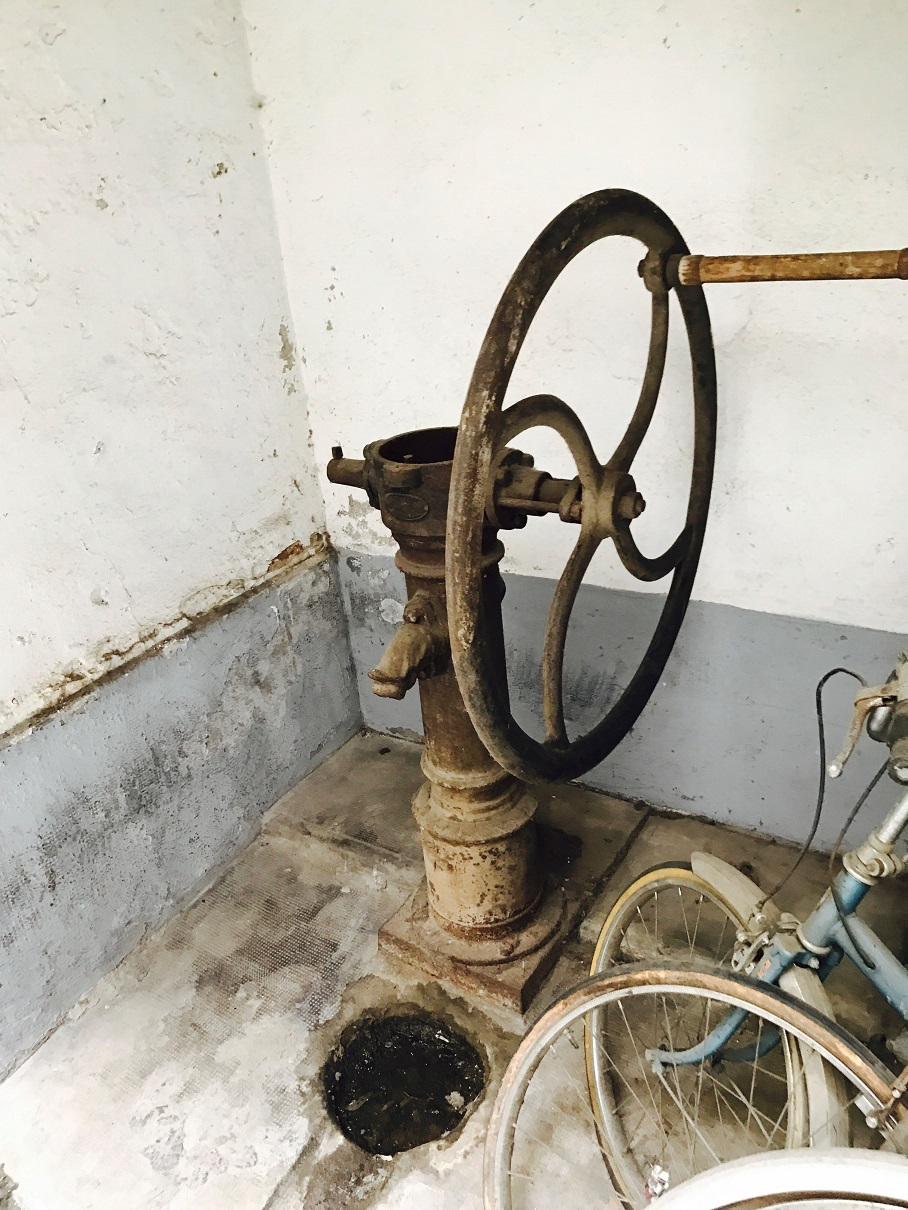
no 22 : pompe à eau manuelle.
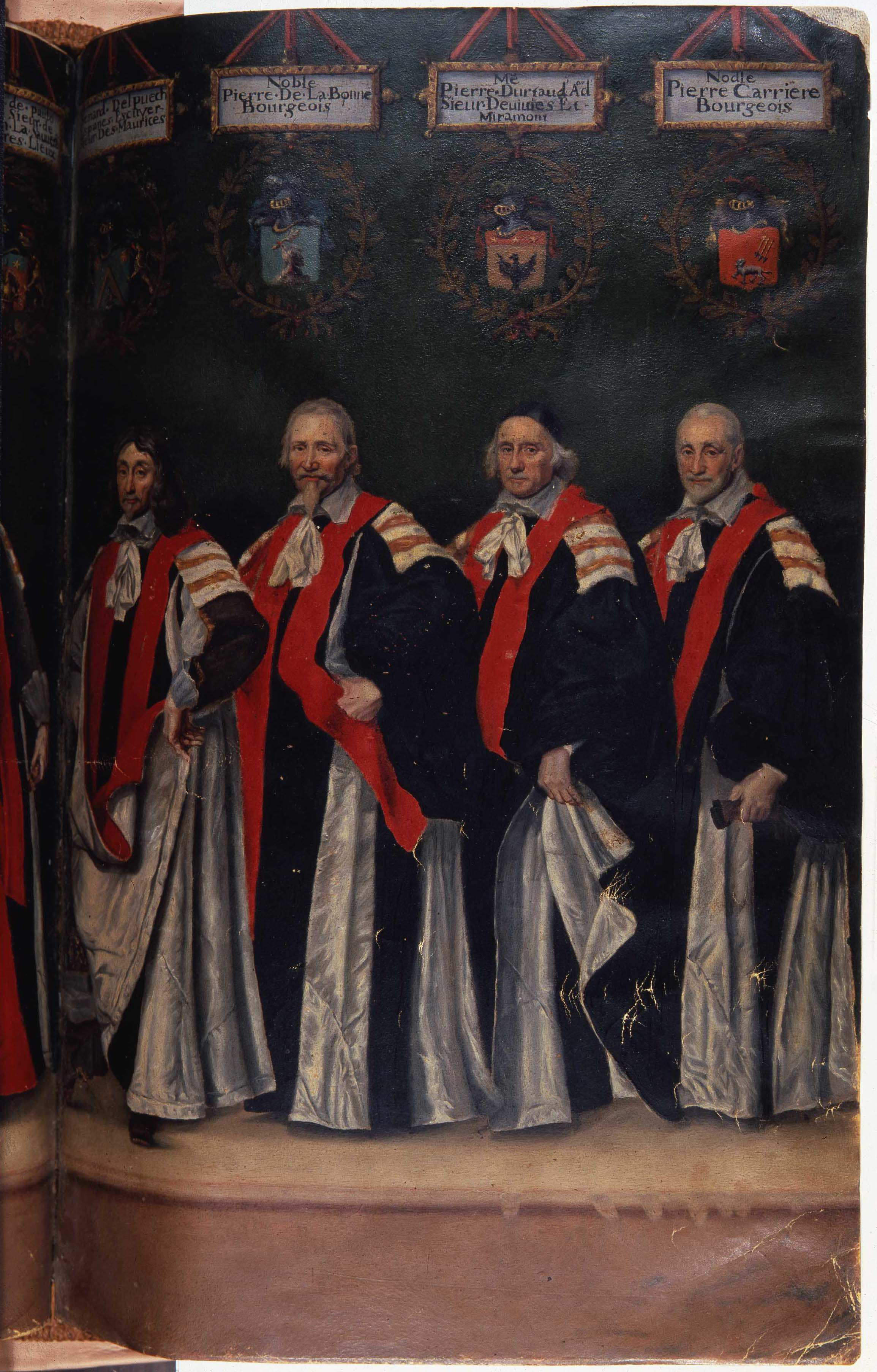
Portrait des capitouls de 1649-1650, dont Pierre de Labonne (Annales manuscrites, archives municipales).

- no  31 : hôtel et tour des Delcros-Lancefoc (fin du XVe siècle)[42].

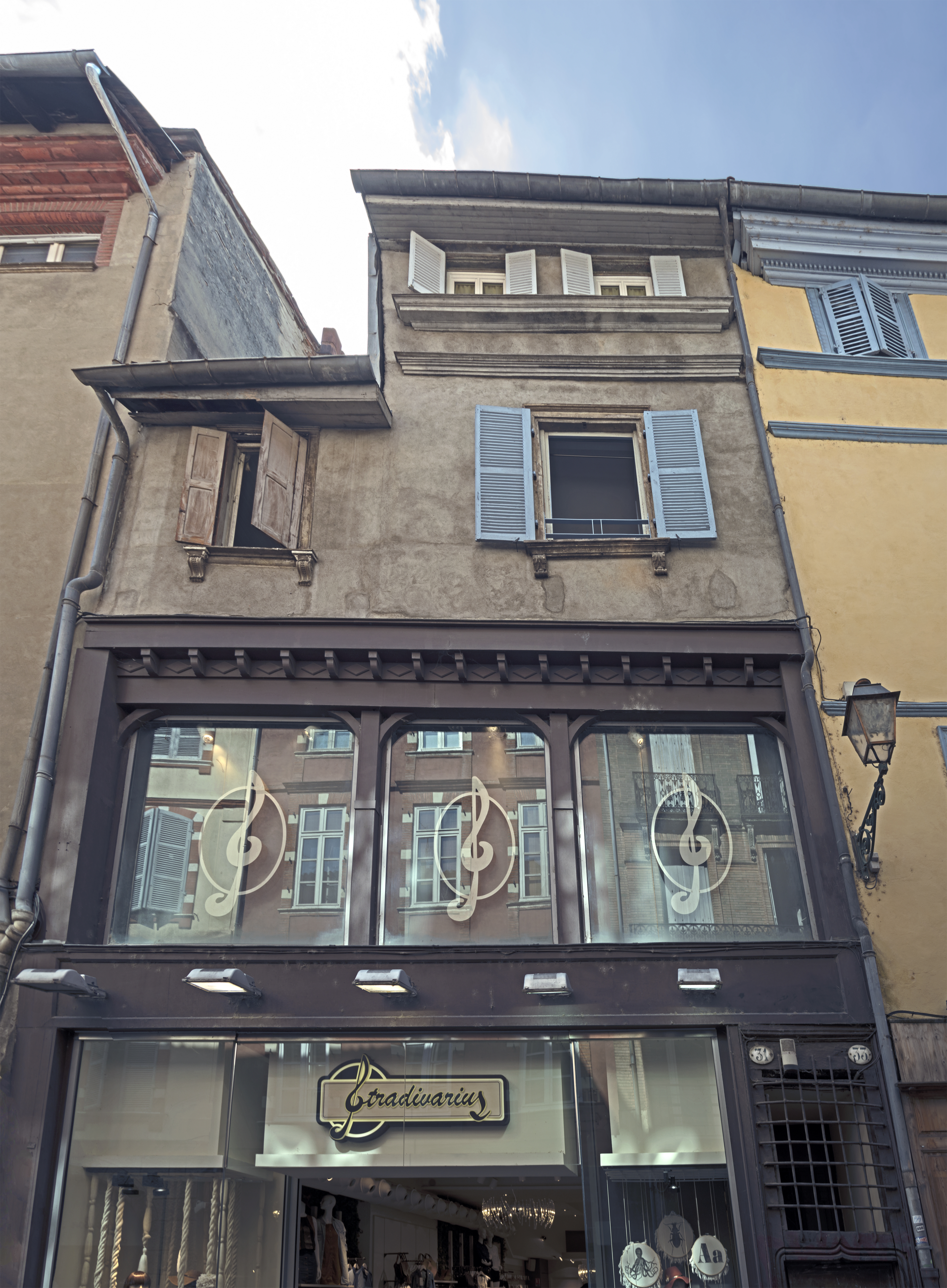
no 31 : façade de l'hôtel des Delcros-Lancefoc.
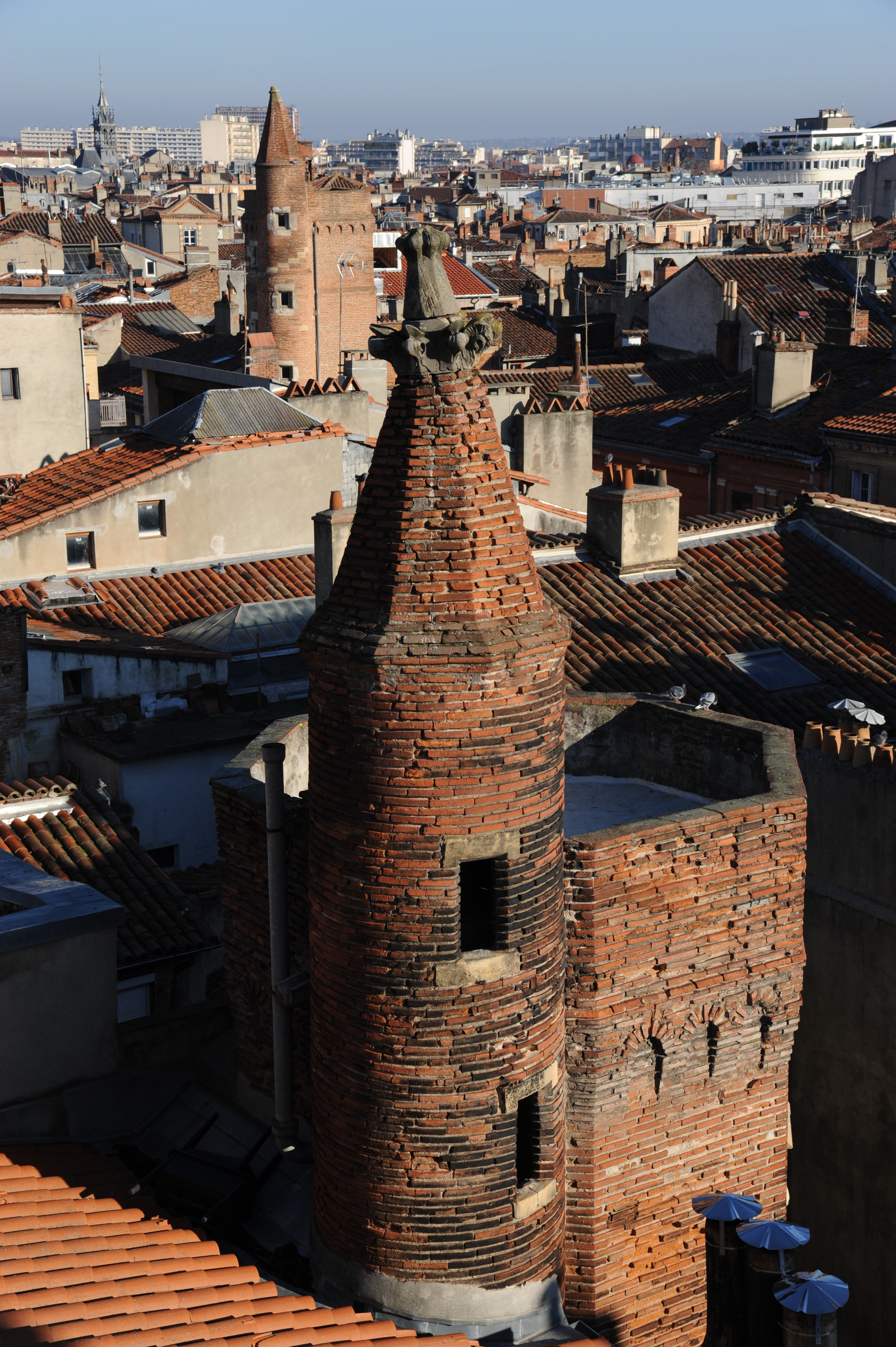
Tour Delcros-Lancefoc (au premier plan).

### Immeubles

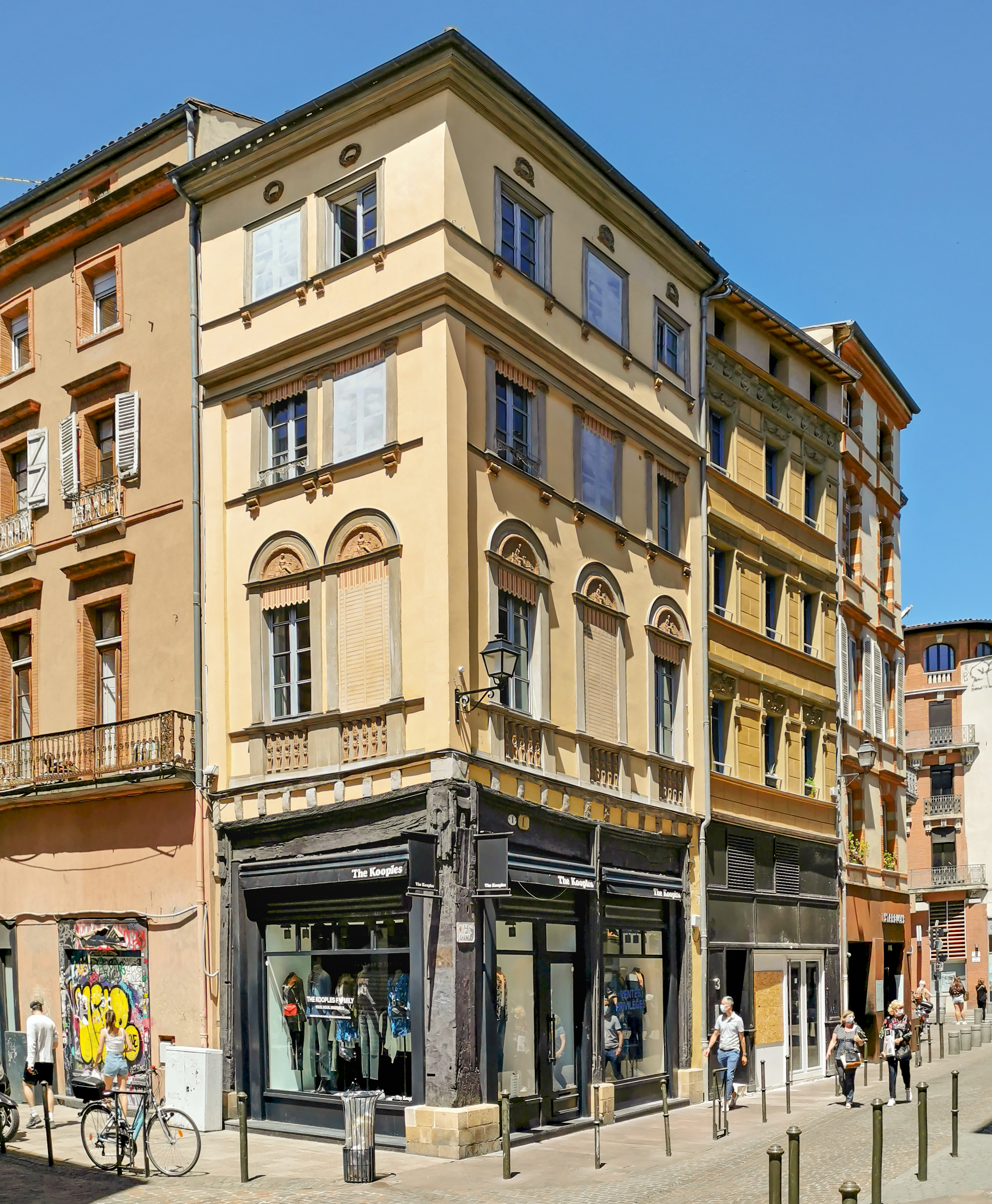
no 1 et 3 : immeubles en corondage (fin du XVe siècle).

- no  1 : immeuble en corondage. 
L'immeuble est construit à l'angle de la rue des Marchands, face à la place de la Trinité, à la fin du XVe siècle ou au début du siècle suivant. Au rez-de-chaussée, les poteaux ont conservé des moulures filetées de style gothique. Aux étages, le pan de bois et le hourdis de brique sont masqués par l'enduit et une décoration de style néoclassique en terre cuite, typique des productions de la fabrique d'Auguste Virebent dans la première moitié du XIXe siècle. Au 1er étage, les fenêtres sont encadrées de pilastres doriques en bois et surmontées de tympans sculptés en terre cuite, et possèdent de faux garde-corps à balustres. Au 2e et au 3e étage, les fenêtres ont des appuis soutenus par de petites consoles[43].

- no  3 : immeuble en corondage. 
L'immeuble est construit à la fin du XVe siècle ou au début du siècle suivant. Le pan de bois est masqué par l'enduit. Les étages sont séparés par des cordons et couverts d'un faux bossage. Les fenêtres ont un encadrement de pilastres et sont surmontées de cartouches sculptés. Une frise court sous la corniche qui couronnait l'élévation, avant la construction d'un 4e étage[44].

- no  11 : immeuble en corondage.
L'immeuble est construit à la fin du XVe siècle ou au début du siècle suivant. Le rez-de-chaussée est maçonné en brique. Il était percé d'une porte et d'une arcade de boutique, mais elles ont été réunies en une seule arcade après des travaux dans les années 2000. Aux étages, le pan de bois à grille est hourdé de brique. Un large poitrail surmonte les petites fenêtres du 1er étage. Les fenêtres du 2e étage, avec leurs fines corniches et leurs appuis soutenus par de petites consoles, ont été remaniées au XVIIe siècle. Le 3e étage de comble, qui était ouvert, a été fermé et aménagé[45].

- no  13 : immeuble en corondage. 
L'immeuble est construit à la fin du XVe siècle ou au début du siècle suivant. Aux étages, le pan de bois est à croix de Saint-André hourdé de brique, mais il est masqué par l'enduit. Ils sont séparés par des cordons de bois et les fenêtres ont des encadrements moulurés et des lambrequins également en bois[45].

- no  21 : immeuble. 
L'immeuble, de style néo-classique, est construit au XVIIIe siècle, à l'emplacement de l'ancienne entrée de l'hôtel de Boysson (XVIe siècle) et d'une maison de Pons-François Purpan, docteur-régent de la faculté de médecine au milieu du XVIe siècle[46].

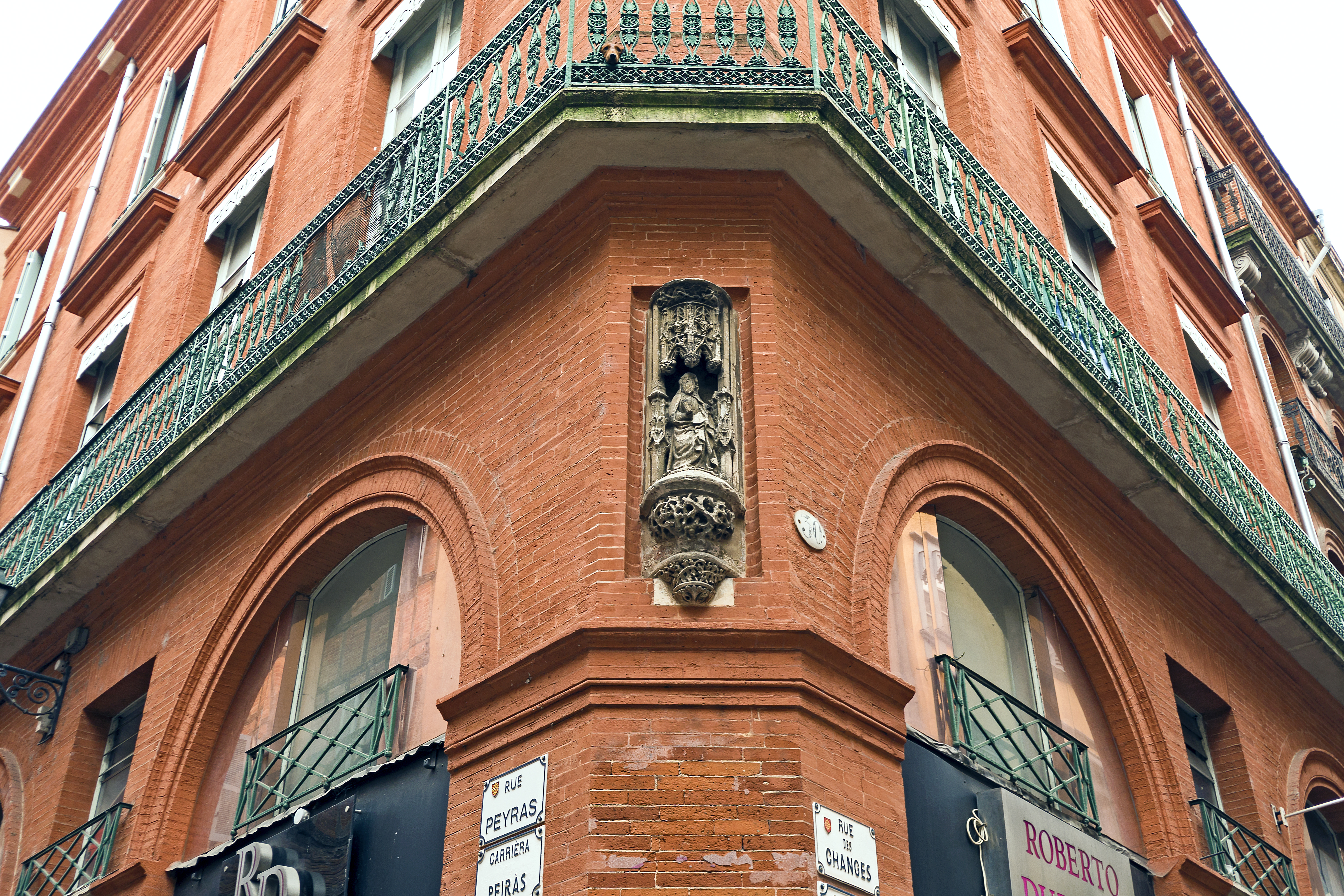
no 31 : statue gothique de l'ancienne maison des Prohenques.

- no  30 : niche et statue gothiques (1488 ou 1489) de l'ancienne maison Prohenques, construite à la fin du XVe siècle, à la suite de l'incendie de 1463.  Classé MH (1932, statuette de saint Pierre avec sa niche encastrée dans l'angle de la maison)[47].
Le terrain de cette maison, acheté après 1478 par Jean Prohenques, est bâti dix ans plus tard par Pierre Prohenques, vers 1488 et 1489. Durant deux siècles, la maison reste dans la famille Prohenques, famille de marchands et d'aubergistes qui firent fortune et dont plusieurs membres accédèrent au capitoulat et au parlement. En 1512, elle passe à un autre Pierre Prohenques, marchand et capitoul en 1514-1515, en 1544 au marchand Jean Prohenques, puis en 1571 à un autre Jean Prohenques, capitoul en 1576-1577. En 1679, la maison passe cependant à Bernard Rabaudy, viguier de Toulouse, puis, en 1748, l'immeuble est divisé en deux parties (actuel no 28).
L'immeuble actuel, de style néo-classique, est élevé dans le deuxième quart du XIXe siècle, à l'emplacement d'une partie de l'ancienne maison de la famille Prohenques. À l'angle de l'édifice, une niche de style gothique, surmontée d'un dais, ornée de choux frisés et d'arcs en accolade et abritant une statue de l'apôtre Pierre, est un vestige de cette maison[48].

## Personnalité
- François Colombe du Lys (vers 1595-1661) : peintre d'origine lorraine, installé à Toulouse vers 1635, peintre de la ville en 1644, il vécut dans une maison à l'emplacement de l'immeuble du no 15.